# Claude Antoine Colombot
Claude Antoine Colombot (* 1. November 1742 in Besançon; † 29. April 1821 ebenda) war ein französischer Architekt, der viele Bauwerke in der Stadt Besançon und in der Franche-Comté errichtete. 

## Leben
Claude Antoine Colombot wurde als Sohn des Architekten Jean-Charles Colombot geboren. Nach seinem Architekturstudium in Paris ließ er sich 1768 in Besançon als Architekt nieder. Neben Claude-Joseph-Alexandre Bertrand ist er einer der herausragenden Vertreter des Klassizismus in Besançon und der Franche-Comté.

## Bauwerke (Auswahl)

### Besançon
- Hôtel des Professors Rougnon, rue Mégevand (1768)
- Umbau des Hôtel Mareschal de Sauvagney, rue du Lycée (1772)
- Hôtel Petremand de Valay, rue de la Préfecture (1774)
- Hôtel Isabey, rue de la Préfecture (1774)
- Wohnhaus, rue de la Préfecture und rue Charles Nodier (1775)
- Hôtel de Ligniville, 104 Grande Rue (1776)
- Hôtel Gavinet, rue de la Préfecture (1777)
- Maison Guyet, rue de la Préfecture (1777)
- Umbau des Hôtel de Buyer, 102 Grande Rue (1782)
- Haus der  Madame Dandré, 80 Grande Rue (1789)
- Umbau des Hôtel Chappuis de Rosières, place Pasteur (1789)
- Hôtel de Lavernette, rue du Lycée (1790)

### Franche-Comté

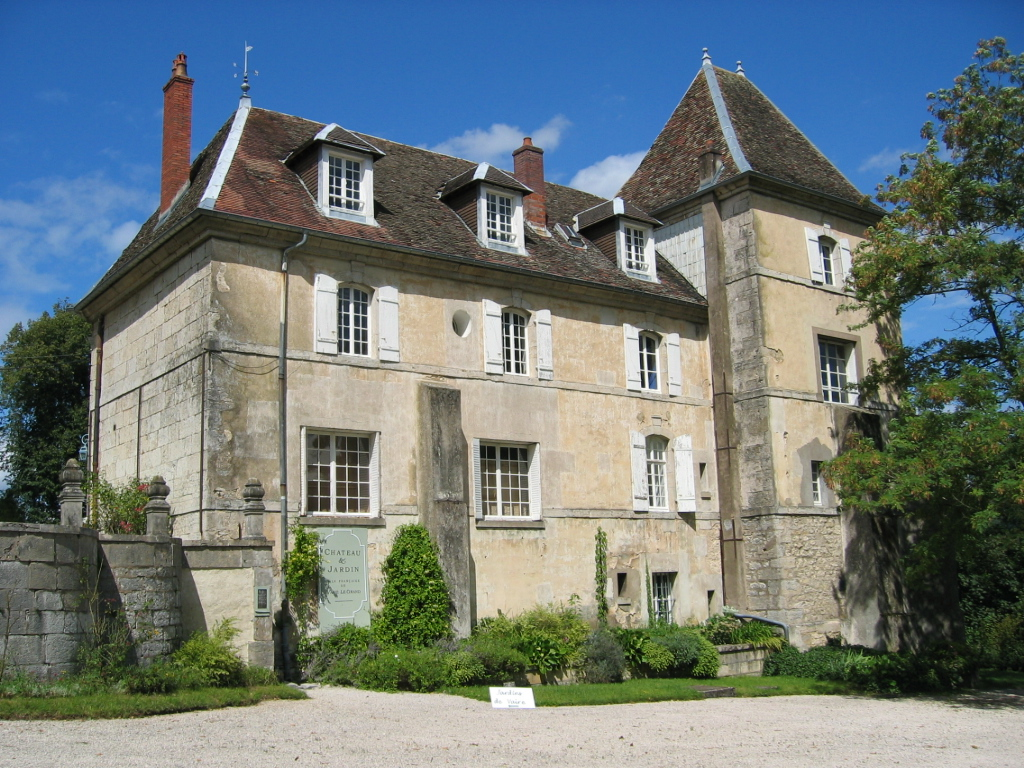
Schloss von Vaire-Le-Grand

- Innenausstattung des Schlosses von Vaire-Le-Grand
- Umbau des Schlosses Ray-sur-Saône
- Kirche von Vezet